# Технологічний університет Тампере
Технологічний Університет Тампере (фін. Tampereen teknillinen yliopisto (TTY)) — другий за величиною інженерний виш Фінляндії. Розташований в Герванті, передмісті Тампере.
Завданням університету є проведення досліджень і надання вищої освіти у своїй галузі. Університет є одним з усього двох фінських університетів, які працюють як фундація. 50% його бюджету складає зовнішнє фінансування.

## Історія

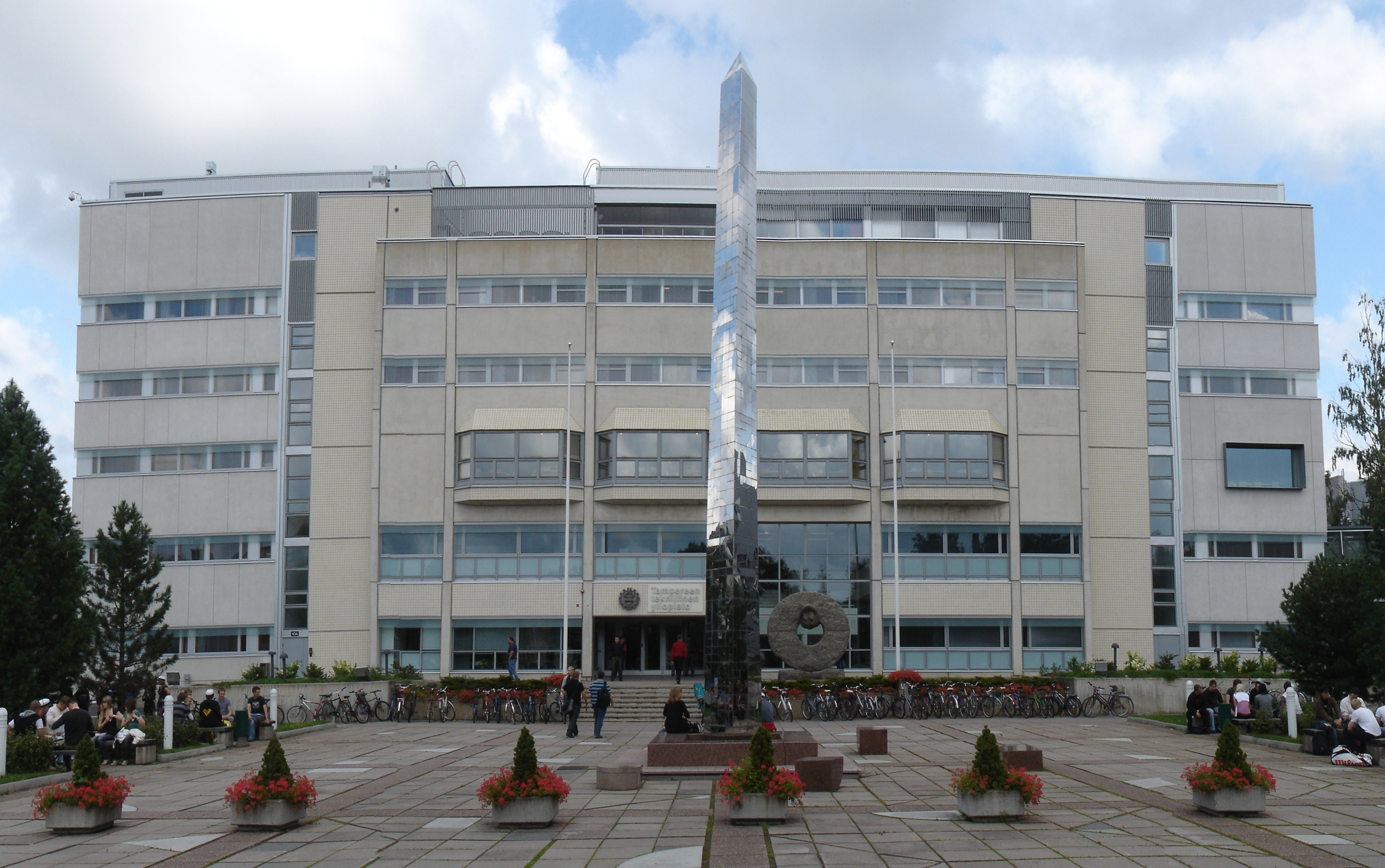
Головна будівля університету

З кінця 19 століття, Тампере був найбільшим промисловим центром у Фінляндії. Технічний інститут Тампере випускав інженерів для своїх промислових підприємств починаючи з 1911 року.. У 1955 році в Тампере було засновнано першу муніципальну наукову бібліотеку, яка стала основою для бібліотек університету і медичного факультету Університету Тампере. У 1960 році місту вдалося переконати невеликий приватний гельсінський Інститут соціальних наук (Yhteiskunnallinen korkeakoulu) переїхати до Тампере. Через кілька років цей заклад змінив свою назву на Університет Тампере.
Технологічний університет був заснований у 1965 році як філія Гельсінського технологічного університету, незалежний статус отримав у 1972 році.
У 2003 році університет змінив свою фінську назву з TTKK (Tampereen teknillinen korkeakoulu) на TTY (Tampereen teknillinen yliopisto).

## Факультети
Технологічний університет Тампере включає в себе чотири факультети:
- Факультет інженерних наук
- Факультет природничих наук
- Факультет економіки і будівництва
- Факультет обчислювальної техніки та електротехніки

## Студентське життя
Всі студенти бакалаврату є членами Студентського союзю Технологічного університету Тампере. На додаток до студентського союзу, студенти можуть приєднатися до численних спілок для навчання, культурної діяльності і спорту. Кожна з 14 профспілок надає студентам відповідні програми навчання і має свій унікальний колір форми.
Існують також численні інші клуби, які зосереджені на різних хобі, таких як гірські катання на лижах, фотографування і стрибки з парашутом.
Більшість студентів першого курсу та студентів за обміном живуть у квартирах, що забезпечуються Студентським житловим фондом Тампере (Tampere Student Housing Foundation), який пропонує різні види варіантів житла поряд з кампусом у Герванті Найвідоміший великий студентський житловий комплекс в регіоні Тампере — Міконтало (Mikontalo). Міконтало опропонує для своїх мешканців сауни, безкоштовний тренажерний зал, загальний лаундж з телевізором, пральню, кабельне телебачення і, звичайно, підключення до Інтернету.

## Співробітники
| Співробітники         | 2010 | 2009 | 2008 |
| --------------------- | ---- | ---- | ---- |
| Вчителі               | 413  | 392  | 378  |
| Дослідники            | 852  | 803  | 776  |
| Наукові співробітники | 273  | 379  | 379  |
| Допоміжний персонал   | 426  | 428  | 400  |

## Ректори
- Маркку Ківікоскі (з 2008 року)
- Ярл-Турі Ерікссон (1997–2008)
- Тімо Лепісто (1985–1996)
- Осмо Гассі (1975–1985)
- Пекка Агонен (1972–1975)

## Корпуси

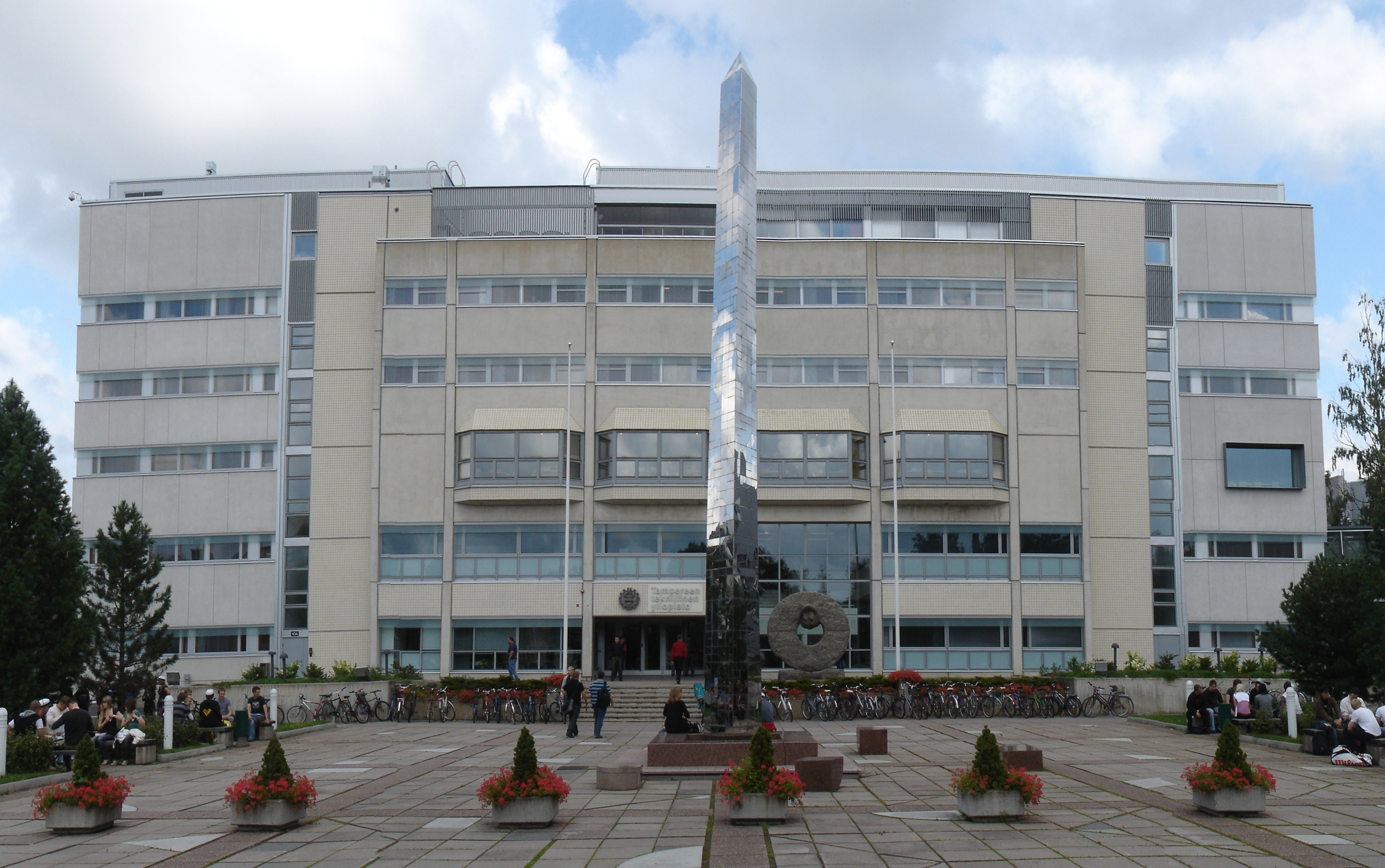
Päätalo (Головна будівля)
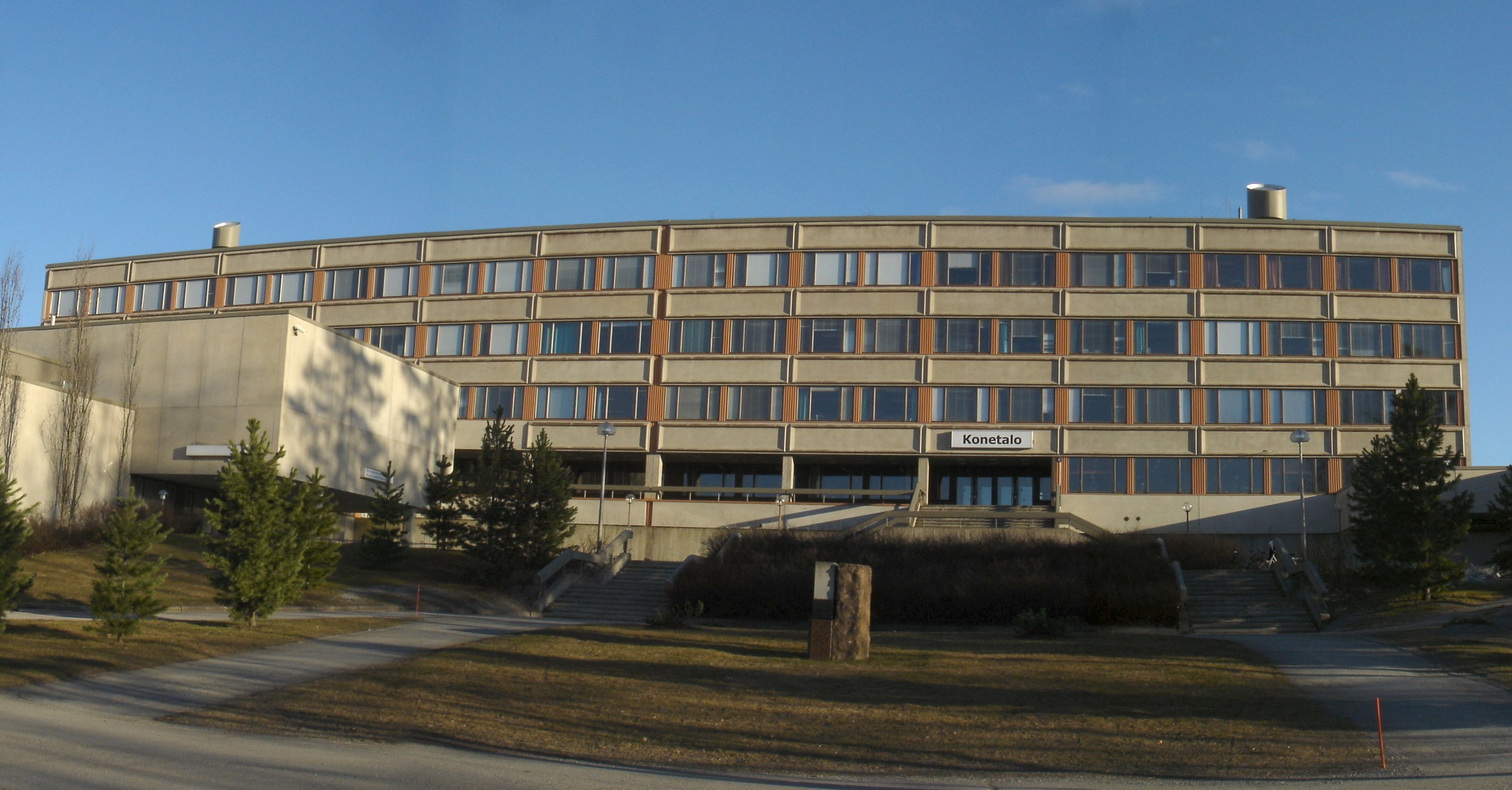
Konetalo
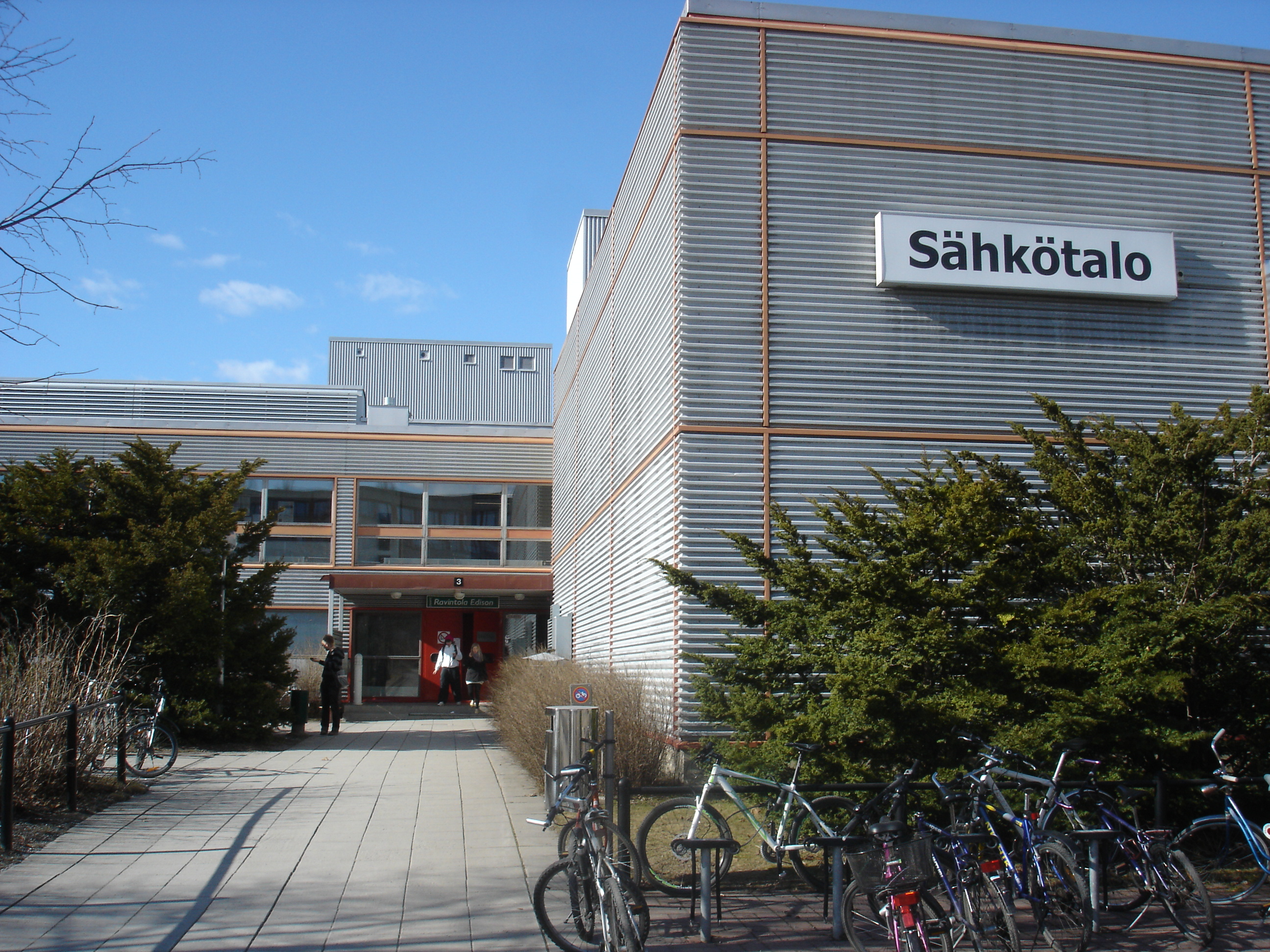
Sähkötalo
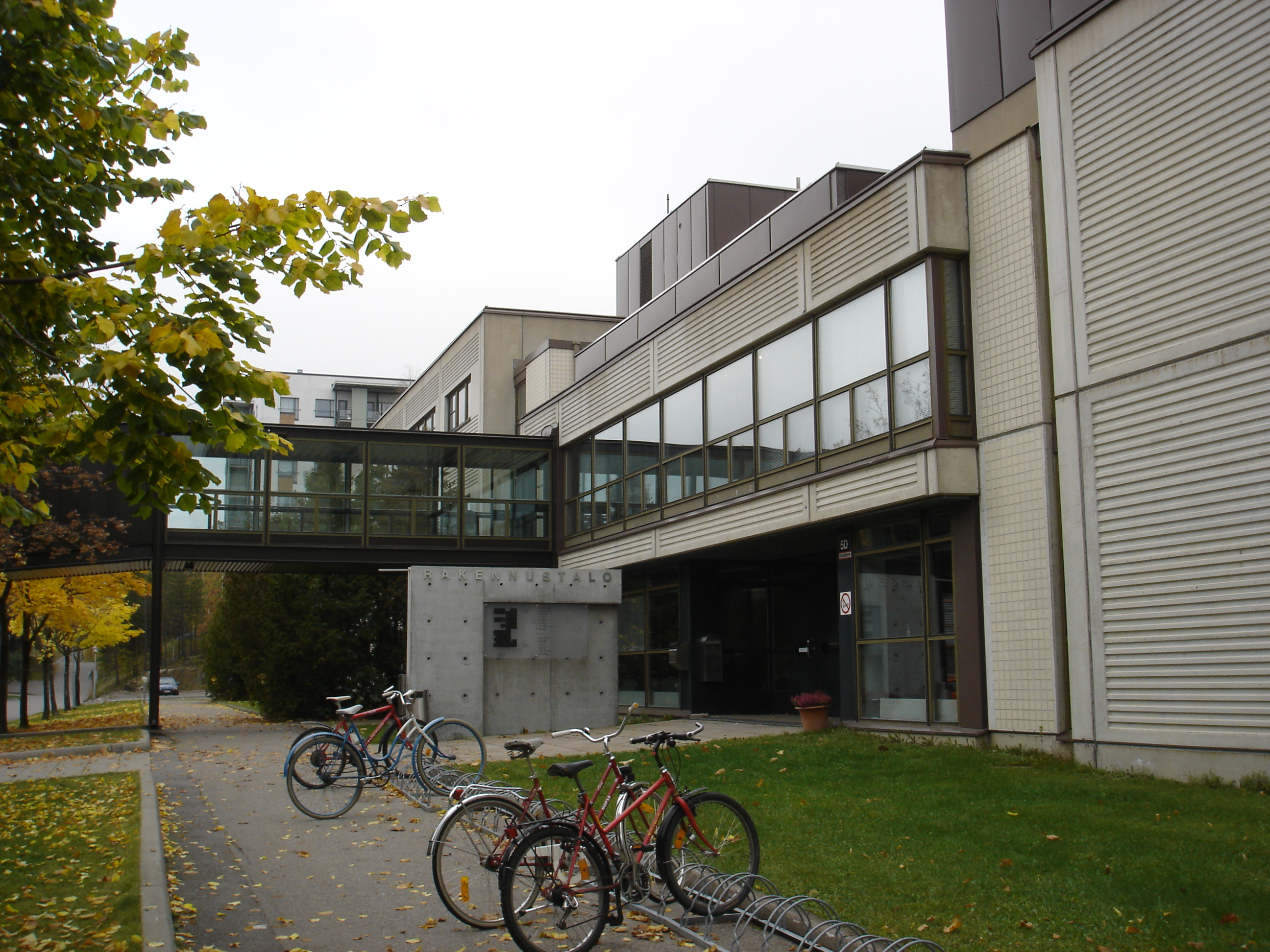
Rakennustalo
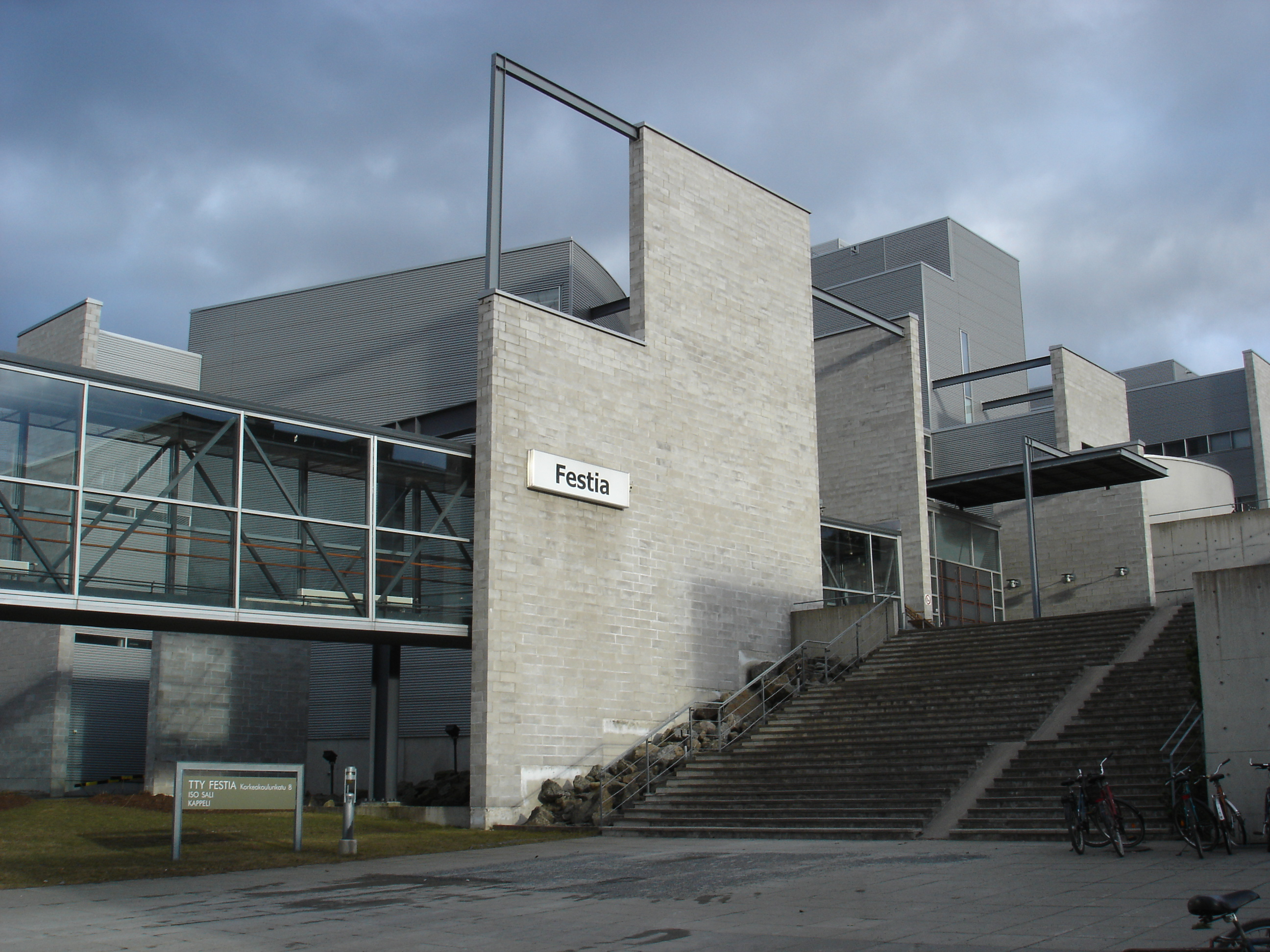
Festia
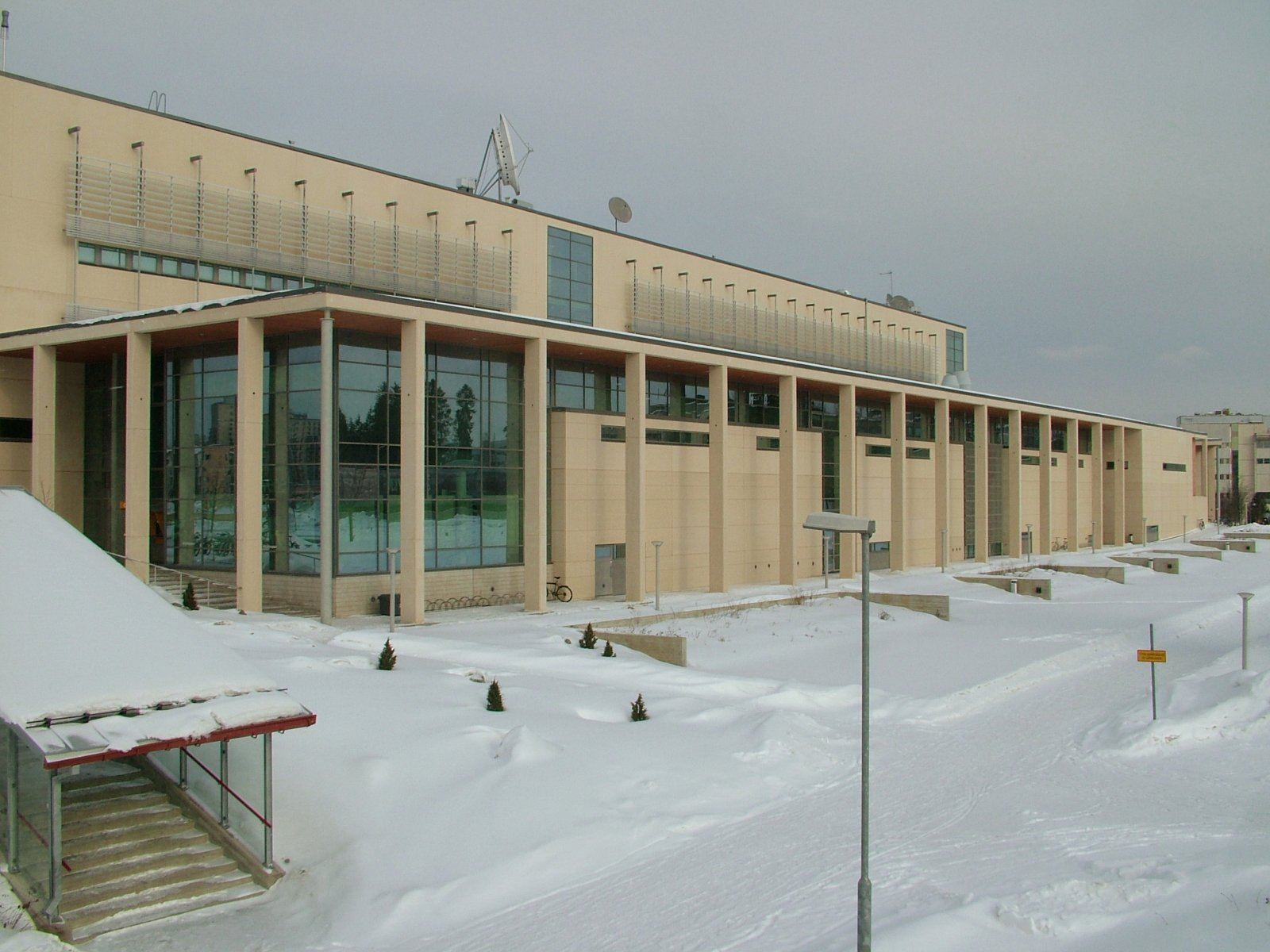
Tietotalo